# Gasteracantha simoni
Gasteracantha simoni là một loài nhện trong họ Araneidae.
Loài này thuộc chi Gasteracantha. Gasteracantha simoni được Octavius Pickard-Cambridge miêu tả năm 1879.